# Avaaraq S. Olsen

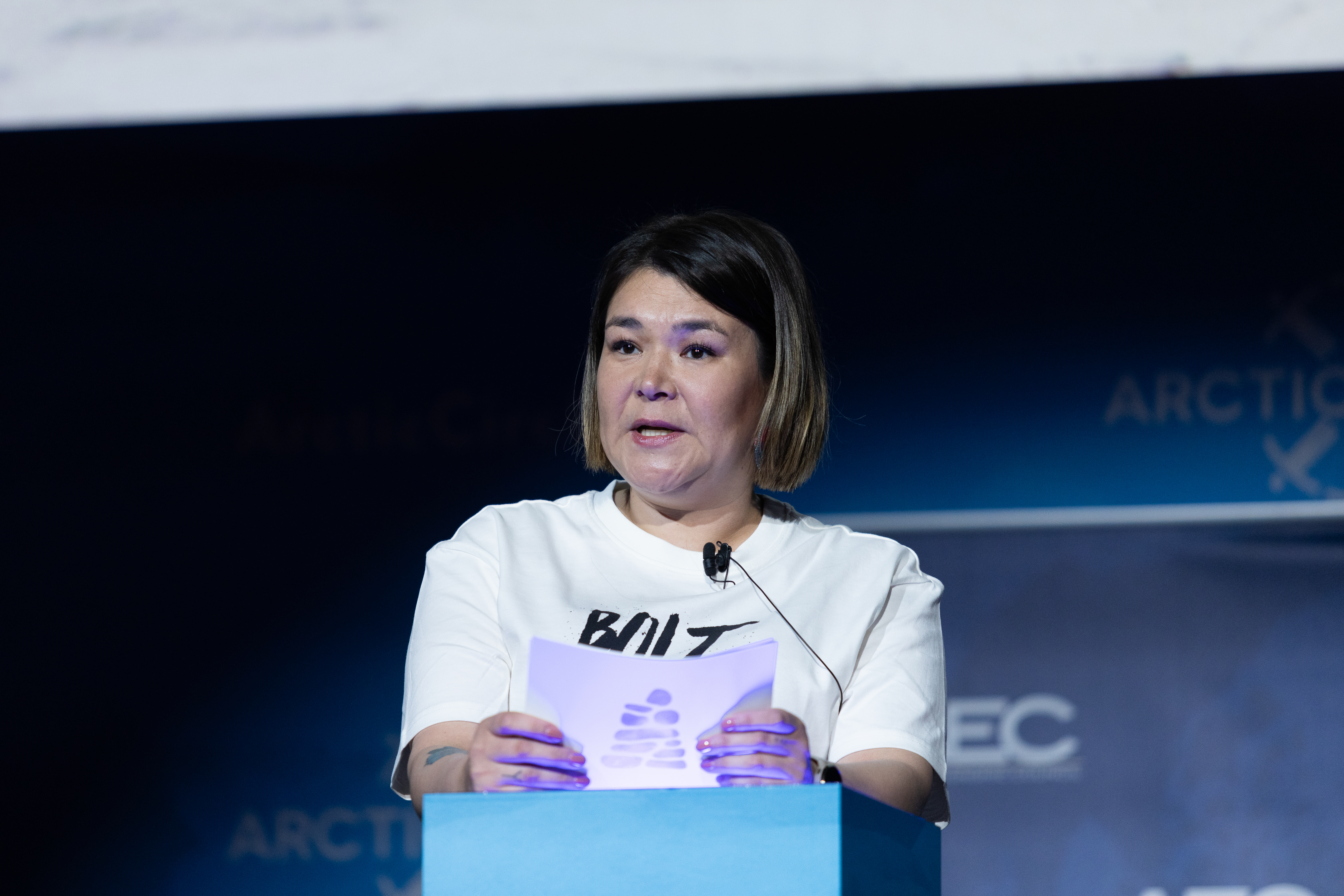
Avaaraq S. Olsen spricht an der Versammlung der Organisation Arctic Circle in Reykjavík, 2024

Avaaraq S. Olsen (* 29. Oktober 1984) ist eine grönländische Kommunalpolitikerin (Inuit Ataqatigiit).

## Leben
Avaaraq S. Olsen stammt ursprünglich aus Narsaq. Sie schloss 2018 eine Lehrerausbildung am Ilisimatusarfik ab. Sie war Mitglied in der Jugendvereinigung der Inuit Ataqatigiit und saß auch im Parteivorstand.
Sie kandidierte erstmals bei der Kommunalwahl 2013 in der Kommune Kujalleq, wo sie die zweitmeisten Stimmen ihrer Partei erhielt und in den Kommunalrat einzog. Bei der Kommunalwahl 2017 trat sie nicht mehr an. Bei der Kommunalwahl 2021 kandidierte sie wieder, diesmal in der Kommuneqarfik Sermersooq. Sie erhielt die viertmeisten Stimmen ihrer Partei und erhielt somit einen Platz im Kommunalrat. Nach dem Rücktritt von Bürgermeisterin Charlotte Ludvigsen wurde sie am 31. Mai 2022 zu ihrer Nachfolgerin als Bürgermeisterin der grönländischen Hauptstadtkommune gewählt. Sie trat das Amt am 15. Juni an. Bei der Kommunalwahl 2025 erhielt sie nur die zweitmeisten Stimmen hinter Martha Abelsen, konnte ihren Bürgermeisterposten aber dennoch gegen die Siumut verteidigen.